# Oliver FitzRoy
Oliver FitzRoy, riportato anche come Firtzroy, Fitz Roy, fitz Roy, FitzRegis, Fitz Regis o fitz Regis (Westminster, 1187 circa – Damietta, 1218 o 1219), è stato un nobile e militare inglese, figlio illegittimo di re Giovanni d'Inghilterra.

## Biografia
Oliver nacque da Giovanni Plantageneto e dalla sua amante Hawise (o Hadwisa), sorella di Fulk III FitzWarin. Nacque quasi certamente prima dell'ascesa al trono di suo padre nel 1199, probabilmente attorno al 1187.
Passò la sua vita al servizio della Corona. Per ricompensa, nell'ottobre 1215 suo padre gli regalò una cassa di vini pregiati e il mese successivo gli concesse il castello di Tonge (privilegio che gli sarà riconfermato dal fratellastro Enrico III nel 1217). Combatté per suo padre durante la prima guerra dei baroni. Nel giugno 1216 fu al comando del castello di Wolvesey quando fu posto sotto assedio dal principe Luigi di Francia e dai baroni ribelli, venendo poi ricompensato con il feudo di Erdington. Nell'aprile 1217, quando Luigi tentò di assalire il castello di Dover via mare, Oliver e William di Cassingham attaccarono il piccolo contingente che Luigi aveva lasciato a terra dopo il fallito assedio di Dover, costringendo il principe francese a spostare il luogo dello sbarco a Sandwich. Il 19 settembre 1217 fu tra coloro che notificarono a Enrico III la firma del trattato di Lambeth e la fine delle ostilità con Luigi di Francia.
Nel 1218 Oliver decise di prendere parte alla quinta crociata, probabilmente per adempiere al voto di farsi crociato del suo defunto padre. Raccolti 100 marchi per finanziare la spedizione ipotecando alcune proprietà concessegli dalla Corona, partì con un gruppo di soldati inglesi e raggiunse l'assedio di Damietta tra settembre e ottobre. Morì presso la città egiziana tra la fine del 1218 e l'inizio del 1219, non si sa se per malattia o caduto in battaglia. Il suo corpo fu riportato in Inghilterra e seppellito nell'abbazia di Westminster. Non lasciò eredi.